# Rückkehr zum Planet der Affen
Rückkehr zum Planet der Affen (Originaltitel: Beneath the Planet of the Apes, deutsch übersetzt: Unter dem Planeten der Affen) ist ein US-amerikanischer Science-Fiction-Film aus dem Jahr 1970 von Ted Post. Der Film stellt die Fortsetzung von Planet der Affen aus dem Jahr 1968 dar.

## Handlung
Ein Raumschiff von der Erde macht eine Bruchlandung in einer trockenen Landschaft auf einem unbekannten Planeten. An Bord befinden sich zwei Astronauten, Brent und der Kapitän. Ihr Auftrag lautet, den verschollenen Astronauten Taylor und seine Mannschaft zu finden. Als Brent kurz vor dem Absturz eine Überprüfung der Erdzeit auf den entsprechenden Instrumenten vorgenommen hat, hat er das Jahr 4955 (im Originalton: 3955) abgelesen. Da die beiden Astronauten dieselbe Flugbahn wie Taylor geflogen sind, geht Brent davon aus, dass Taylor und seine Crew ebenfalls abgestürzt sind. Als der Skipper kurz darauf stirbt und von Brent beerdigt wird, nähert sich ihm eine Frau auf einem Pferd: Es ist Nova, die stumme Frau, die im ersten Film der Reihe zusammen mit Taylor aus der Affenstadt geflohen war. Brent entdeckt Taylors Erkennungsmarke, die sie um ihren Hals trägt, und bittet sie, ihn zu Taylor zu führen, doch sie reitet mit ihm stattdessen direkt in die Stadt der Affen.
Dort findet gerade die Versammlung des Bürgerrats statt, auf der Gorilla-General Ursus die Affen dazu aufhetzt, Gebiete in der sogenannten „Verbotenen Zone“ militärisch zu erobern, um Land für Nahrung zu gewinnen und die dort vermuteten Menschen dem Affenvolk ebenfalls untertan zu machen. Ursus erklärt, dass nur die Affen die Fähigkeit besäßen, zwischen Gut und Böse zu unterscheiden, und nur ein toter Mensch ein guter Mensch sei.
Brent und Nova suchen die menschenfreundlichen Schimpansen Zira und Cornelius auf, die Brent unauffällige Kleidung geben und ihn ermahnen, gegenüber den Gorillas nicht zu sprechen. Bei ihrem Rückzug werden sie von Gorillas gefangen. Als sie als Ziele für Schießübungen benutzt werden sollen, ermöglicht Zira ihnen die Flucht. Sie werden von Ursus’ Soldaten in die „Verbotene Zone“ verfolgt und verstecken sich in einer unterirdischen Höhle. Brent erkennt, dass es sich um die ehemalige U-Bahn-Station Queensboro Plaza von New York City handelt und er sich somit auf der Erde befindet.
In der Zwischenzeit holt sich General Ursus von den Orang-Utan-Priestern den Segen, um einen Heiligen Krieg gegen die Menschen zu führen. Als die Gorilla-Armee unter General Ursus zusammen mit Professor Zaius loszieht, stellen sich ihnen pazifistische Schimpansen in den Weg und demonstrieren gegen den Krieg. Die Soldaten tragen sie weg, sperren sie ein und marschieren weiter in Richtung der „Verbotenen Zone“.
Brent und Nova gehen tiefer in die Höhle, weil sich ihnen die Soldaten nähern. Sie gehen einem Summton nach, der sie vorbei an den verfallenen Gebäuden von Bibliothek, Börse, Radio City Music Hall und zur St. Patrick’s Cathedral führt. Dort versucht Brent, Nova in einem Wasserbecken zu ertränken. In der Kirche trifft er auf eine Gruppe von Menschen, die sich nach einem nuklearen Holocaust aufgrund radioaktiver Strahlung zu Mutanten entwickelt haben, telepathische Fähigkeiten besitzen und eine Atombombe anbeten, die sie als heilige Waffe des Friedens bezeichnen.
Die Mutanten versuchen, die vorrückende Gorilla-Armee mittels telepathischer Sinnestäuschungen abzuwehren, was jedoch nicht gelingt. Brent wird in eine Zelle gesperrt, in der er auf Taylor trifft. Einer der Mutanten zwingt die beiden Männer sodann durch die Kraft seiner Gedanken, gegeneinander zu kämpfen. Während ihres Kampfes taucht Nova auf und spricht ihr erstes Wort aus: „Taylor“. Dadurch abgelenkt, können die Männer den Mutanten töten. Als Brent erzählt, dass die Mutanten eine Atombombe mit der Aufschrift „Α Ω“ besitzen, erklärt Taylor, dass dies die Bombe des Jüngsten Gerichts sei.
Die Gorilla-Armee stürmt das Höhlensystem. Als ein Soldat auf Brent, Taylor und Nova trifft und schießt, wird Nova getötet – ihr erstes Wort war auch ihr letztes. Nachdem die Affen in die Kapelle mit der Atombombe gelangt sind und die Mutanten getötet haben, kommt es dort zum Feuergefecht mit Brent und Taylor. Taylor wird angeschossen und bittet Zaius um Hilfe, doch der erklärt nur, dass die Menschen zu nichts anderem fähig seien als zu zerstören. Nachdem auch Brent getötet worden ist, zündet Taylor mit letzter Kraft die Atombombe.
Das Bild wird weiß, und es ist dies zu hören: „In einem der zahllosen Milchstraßensysteme des Weltalls liegt ein mittelgroßer Stern. Und einer seiner Satelliten, ein grüner, unscheinbarer Planet, existiert nicht mehr.“ 

## Synchronisation
Die deutsche Synchronisation wurde von der Berliner Synchron GmbH erstellt. Dialogbuch führte Ruth Leschin, Dialogregie Dietmar Behnke.
| Rolle       | Darsteller       | Deutsche Stimme     |
| ----------- | ---------------- | ------------------- |
| Brent       | James Franciscus | Heinz Petruo        |
| Zira        | Kim Hunter       | Renate Danz         |
| Prof. Zaius | Maurice Evans    | Konrad Wagner       |
| Dicker Mann | Victor Buono     | Gerd Duwner         |
| Ursus       | James Gregory    | Wolfgang Amerbacher |
| Cornelius   | David Watson     | Claus Jurichs       |
| Taylor      | Charlton Heston  | Wilhelm Borchert    |
| Erzähler    | Paul Frees       | Joachim Nottke      |

## Produktionsgeschichte
Nach dem Erfolg des ersten Teils drängte der Produktionsleiter von 20th Century Fox, Stan Hough, auf eine Fortsetzung. Produzent Arthur P. Jacobs wandte sich deswegen an die Autoren Rod Serling und Pierre Boulle, die Vorschläge für einen weiteren Film machen sollten. Jacobs gefiel allerdings keiner davon. Schließlich wandte sich Koproduzent Mort Abrahams an Autor Paul Dehn, der am 13. September 1968 ein erstes Exposé unter dem Arbeitstitel Planet of the apes revisited vorlegte. Viele seiner Ideen fanden den Weg in den Film. Seine Idee, ein Mischlingskind – halb Mensch, halb Affe – einzuführen, wurde vom Studio jedoch abgelehnt, da man befürchtete, dass allein die Andeutung dieses Themas (Zeugung eines Kindes zwischen einem Menschen und einem Affen) zu einer Altersbeschränkung des Films in den USA führen würde. Als Regisseur wurde schließlich Ted Post verpflichtet. Nachdem Charlton Heston sich jedoch geweigert hatte, in der Fortsetzung mitzuspielen, drohte auch Post mit seinem Rückzug. Richard D. Zanuck versuchte persönlich, Heston zu überreden, und erklärte ihm, dass eine Fortsetzung ohne ihn schwer möglich sei. Heston gab nach, allerdings wollte er, dass seine Figur gleich zu Beginn des Films getötet wird. Als sich das Drehbuch weiter entwickelte, schlug man Heston vor, dass Taylor gleich zu Beginn des Films verschwinden und erst wieder am Ende des Films auftauchen und dann getötet werden solle. Heston stimmte schließlich, wenn auch nur widerwillig, zu. Heston war es dann auch, der das Ende des Films vorschlug, indem er selbst die Atombombe zündet und die Erde vernichtet.
Um Kosten zu sparen, wurde für viele Statisten nicht mehr das aus dem ersten Teil bekannte, aufwendige Affen-Makeup mit Prothesen verwendet, sondern überziehbare Gummimasken. Darüber hinaus verwendete man Teile der Kulissen aus dem Film Hello, Dolly.

## Hintergrund
- Charlton Heston hat in diesem Film eine andere deutsche Stimme als im ersten Teil. Auch die Archivaufnahmen aus dem letzten Film (die zu Beginn gezeigt werden) wurden mit der Stimme von Wilhelm Borchert anstelle von Wolfgang Kielings nachsynchronisiert.

- In der deutschen Synchronisation hört man Brent anstatt 3955 die Jahreszahl 4955 sagen.

- Der Film ist der einzige der fünfteiligen Original-Reihe, in dem Roddy McDowall nicht die Rolle des Cornelius beziehungsweise Caesar gespielt hat, da er zu der Zeit bei einem anderen Film Regie führte. Er erscheint jedoch zu Beginn in einer Archivaufnahme aus dem vorhergehenden Film.

- Natalie Trundy, Ehefrau von Produzent Arthur P. Jacobs, hatte als Albina ihren ersten Auftritt in der Planet-der-Affen-Filmreihe und spielte danach in den drei weiteren Fortsetzungen (als Menschenfrau und als Schimpansin) mit.

- Die Bombe im Film ist eine Anspielung auf die tatsächlich theoretisch konzipierte Kobaltbombe, die jedoch, anders als im Film, keine Sprengung des gesamten Planeten, sondern stark erhöhten radioaktiven Fallout bewirken würde.

- Es gibt im Film einen unbeabsichtigten Fehler. Die unterirdische U-Bahn-Station, in der Brent hinabsteigt, ist Queensboro Plaza, die in Wirklichkeit aber oberirdisch ist. Außerdem besitzt die reale Station einen Mittelbahnsteig und nicht wie in Film zu sehen Seitenbahnsteige.

## Kritiken
„Mit seiner Fortsetzung hat der Filmmacher Ted Post nunmehr alle Befürchtungen übertroffen: Er sortiert die äffischen Weltbeherrscher in pazifistische „Tauben“ (Schimpansen) und militante „Falken“ (Gorillas), hetzt sie nach den dramaturgischen Gesetzen der Abenteuerromane aus dem vorigen Jahrhundert ins Gefecht gegen einen Menschheitsrest, der in New Yorker U-Bahn-Tunneln eine Kobalt-Bombe vergöttert, und macht am Schluß tabula rasa.“

„Anstatt Charlton Heston sehen wir eben James Franciscus herumirren und vor den Affen flüchten. […] Auch die sozialkritische Komponente in diesem Film ist enttäuschend: Weil die pazifistischen Schimpansen die Armee mit Protestmärschen aufhalten will, werden sie in Käfige eingesperrt. Diese Parallele zu den Sechziger Jahren und ein impliziter Aufruf gegen die Atombombe sind die seltenen sozialkritischen Punkte, welche im gesamten Film auftauchen. Dabei stellt die Anbetung der Atombombe einen interessanten Gedanken dar: Gott ist nicht mehr unvorstellbar, sondern manifestiert sich in der durchführbaren totalen Zerstörung.“

„Der Fortsetzungsfilm ist nicht mehr so beklemmend satirisch wie der Vorgänger, aber im Rahmen der Serie nicht ohne Reiz.“

„Diese Fortsetzung […] ist vor allem im Hinblick auf den geistigen Hintergrund noch unklarer als sein Vorgänger. So bleibt eigentlich nur die erneute Bewunderung der technischen Leistungen in der Behandlung dieses nicht uninteressanten Science-fiction-Stoffes.“

## Erstaufführungen
- Deutschland 1. Mai 1970
- USA 26. Mai 1970

## Fortsetzungen
1971: Flucht vom Planet der Affen

1972: Eroberung vom Planet der Affen

1973: Die Schlacht um den Planet der Affen